# Liga de la Prizren
Liga pentru Apărarea Drepturilor Poporului Albanez (în albaneză: Lidhja për mbrojtjen e të drejtave te kombit Shqiptar), denumită comun Liga de la Prizren (în albaneză: Besëlidhja e Prizrenit), a fost o organizație politică albaneză înființată la 5 ianuarie 1877 (oficial, la 10 iunie 1878) în orașul Prizren, aflat pe atunci în vilayetul Kosova al Imperiului Otoman.
Tratatul de la San Stefano și apoi cel de la Berlin au acordat altor state teritorii locuite de albanezi. Incapacitatea Porții de a-și proteja interesele într-o regiune locuită în proporție de 70% de musulmani și predominant loială otomanilor i-a obligat pe liderii albanezilor să-și organizeze apărarea dar și să ia în calcul înființarea unei administrații autonome, pe modelul celor pe care le avuseseră Serbia și Principatele Dunărene înainte de a-și obține independența.
Liga a fost înființată la întâlnirea a 47 de bei otomani ținută la Prizren în 10 iunie 1878. O poziție inițială a Ligii a fost prezentată în documentul denumit Kararname⁠(en)[traduceți]. În acest document, liderii albanezi își declarau intenția de a conserva și a păstra integritatea teritorială a Imperiului Otoman în Balcani susținând Poarta, și de „a lupta cu armele în mână pentru a apăra integritatea teritoriilor Albaniei”. Deși nu spunea nimic despre reforme, școli, autonomie sau despre unificarea populației albaneze într-un singur vilayet, sub influența lui Abdyl Frashëri⁠(en)[traduceți], această poziție inițială a fost schimbată radical și a avut ca urmare revendicarea autonomiei de către albanezi și chiar războiul deschis cu Imperiul Otoman.

## Context

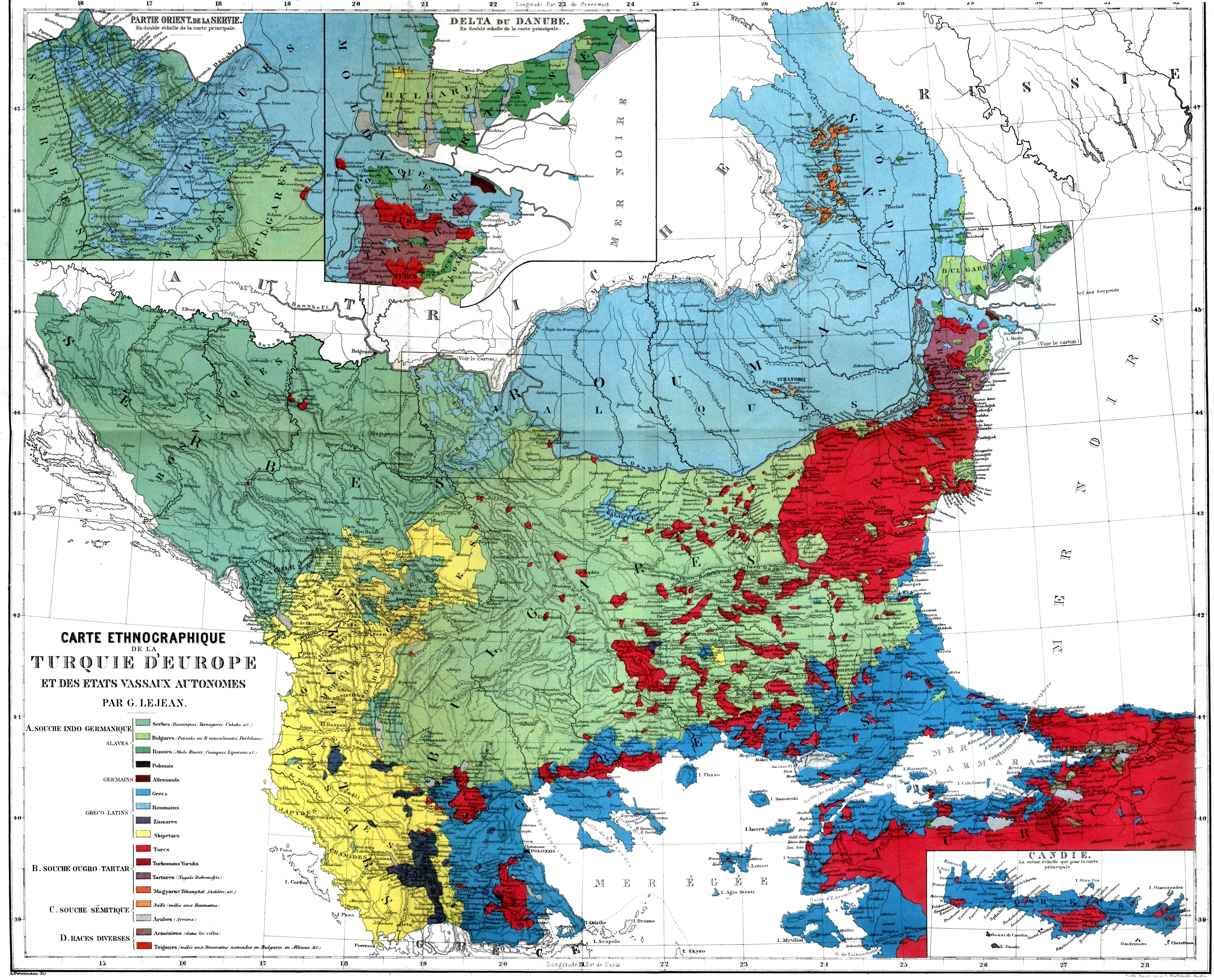
Hartă etnografică a Peninsulei Balcanice la 1861

Războiul Ruso-Turc din 1877–1878 a dat o lovitură decisivă puterii otomane în Peninsula Balcanică, lăsând imperiul cu doar un control precar în Albania și în Balcanii de Est. Temerile albanezilor că teritoriile locuite de ei vor fi împărțite între Muntenegru, Serbia, Bulgaria și Grecia le-au alimentat opoziția. Primul tratat de după război, tratatul de la San Stefano semnat la 3 martie 1878, acorda Serbiei, Muntenegrului și Bulgariei teritorii revendicate de Liga de la Prizren. Austro-Ungaria și Regatul Unit au blocat acordul deoarece el îi dădea Rusiei o poziție dominantă în Balcani, ceea ce perturba echilibrul puterilor în Europa. O conferință de pace urma să se țină mai târziu în acel an la Berlin pentru a rezolva disputa.

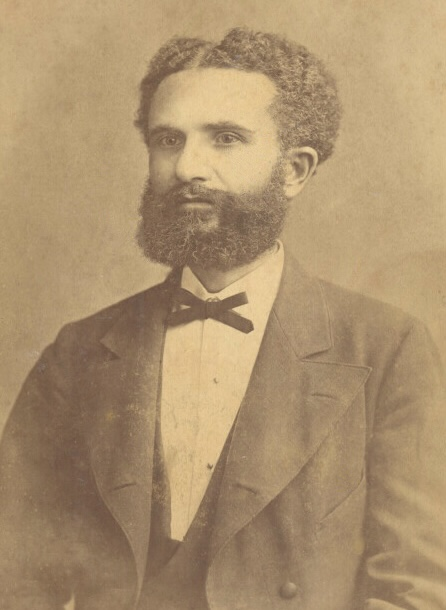
Abdyl bey Frasheri, figura cea mai proeminentă a Ligii.

Situația de ansamblu i-a determinat pe albanezi să se organizeze în Consiliile Locale de Salvare Națională cu scopul de a proteja teritoriul locuit de etnici albanezi. Până la sfârșitul lui 1877, problema apărării integrității teritoriale a devenit una foarte dificilă. La 13 decembrie 1877, sârbii declaraseră război Imperiului Otoman, fiind urmați de Muntenegru. Ei erau susținuți de Armata Rusă și și-au îndreptat atacurile asupra părții nordice a Albaniei. În ciuda luptelor duse, albanezii nu au reușit să apere câteva regiuni și orașe din nord-estul și nord-vestul Albaniei. La ocuparea acestor teritorii, au început masacre și deportări ale albanezilor autohtoni. Aceste evenimente au influențat Consiliile Locale de Salvare Națională să se unească într-un singur organism de coordonare. La 12 decembrie 1877, albanezii au înființat la Constantinopol Comitetul Central pentru Apărarea Drepturilor Poporului Albanez.
Tratatul de la San Stefano a declanșat temeri în rândul albanezilor și bosniacilor și i-a determinat pe conducătorii lor să organizeze apărarea teritoriului pe care îl locuiau. În primăvara lui 1877, albanezii influenți de la Constantinopol—între care Abdyl Frashëri⁠(en)[traduceți], figura cea mai de seamnă a mișcării naționale în primii săi ani—a organizat un comitet de îndrumare a rezistenței albanezilor. În mai, grupul a cerut o întâlnire generală a reprezentanților tuturor teritoriilor în care existau comunități albaneze la acea dată. Membrii comitetului erau Ali Ibra⁠(en)[traduceți], Zija Prishtina⁠(en)[traduceți], Sami Frashëri, Jani Vreto⁠(en)[traduceți], Pashko Vasa⁠(en)[traduceți], Baca Kurti Gjokaj⁠(en)[traduceți] și Abdyl Frashëri⁠(en)[traduceți].

## Întâlnirea de la Prizren
În timpul întâlnirii de la Prizren, 47 de bei au semnat un kararname⁠(en)[traduceți] la 18 iunie 1878. Documentul reprezenta o poziție inițială, susținută mai ales de proprietarii de pământuri și de persoane cu legături în administrația otomană. În Articolul 1 al acestui document, acești lideri albanezi își reafirmau intenția de a păstra integritatea teritorială a Imperiului Otoman în Balcani susținând Poarta, legea islamică Sharia, și de „a lupta cu arma în mână pentru a apăra integritatea teritoriilor Albaniei”. Articolul 6 al aceluiași document reafirmă ostilitatea albanezilor, ca loialiști otomani, față de independența Bulgariei și Serbiei. „Nu trebuie să lăsăm armate străine să calce pământul nostru. Nu vom recunoaște numele Bulgariei. Dacă Serbia nu pleacă pașnic din țările ilegal ocupate, trebuie să trimitem bașbuzuci (akingii) și să luptăm până la capăt pentru a elibera aceste regiuni, inclusiv Muntenegrul”.
La prima întâlnire a Ligii, memorandumul (kararname) nu specifica nimic despre vreo reformă, despre școli, despre autonomie sau despre unificarea populației albaneze într-un singur vilayet. Nu era o cerere de independență a Albaniei, nici măcar de autonomie în cadrul Imperiului Otoman ci, după cum propunea Pashko Vasa, doar de unificare a întregului teritoriu revendicat într-un singur vilayet. Curând, această poziție s-a schimbat radical și a avut ca urmare cereri de autonomie și războiul deschis împotriva Imperiului Otoman, după cum a formulat Abdyl Frashëri

### Congresul de la Berlin
În iulie 1878, cei 60 de membri ai conducerii Ligii de la Prizren, în frunte cu Abdyl Bey Frashëri, au trimis o scrisoare Marilor Puteri de la Congresul de la Berlin, prin care cereau rezolvarea problemei albanezilor rezultată în urma războiului.
Congresul de la Berlin a ignorat memorandumul ligii, iar Otto von Bismarck chiar a declarat că nu există un popor albanez și că Albania este doar o „denumire geografică”. Congresul a cedat Muntenegrului orașele Bar și Podgorica și zonele din jurul satelor montane Gusinje și Plav, pe care liderii albanezi le considerau teritoriul lor. Serbia a obținut și ea un teritoriu în care locuiau și etnici albanezi. Aceștia din urmă, în mare majoritate loiali Imperiului, se opuneau vehement pierderilor teritoriale. Albanezii se temeau și de posibila pierdere a Epirului în fața Greciei. Liga de la Prizren a organizat rezistență armată în Gusinje, Plav, Shkodra, Prizren, Preveza și Janina. Un lider local descria frontiera ca „plutind pe sânge”.

### Formarea

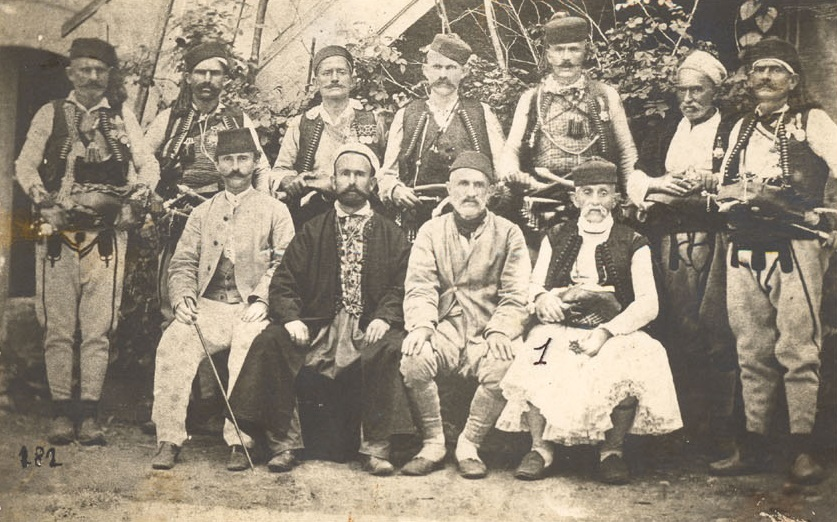
Fotografie de grup a unora dintre delegați.

La 10 iunie 1878, circa optzeci de delegați, mai ales lideri religioși musulmani, șefi de clanuri și alte persoane influente din vilayetele otomane Kosovo, Monastir și Janina, s-au întâlnit în orașul Prizren din vilayetul Kosova. Circa 300 de musulmani au participat la adunare, inclusiv delegați din Bosnia și mutasarriful (administratorul sangeacului) din Prizren ca reprezentant al autorităților centrale, și fără delegați din vilayetul Scutari⁠(en)[traduceți]. Delegații au înființat o organizație permanentă, Liga de la Prizren, sub conducerea unui comitet central care avea puterea de a impune taxe și de a strânge armată. Liga de la Prizren consta din două ramuri: ramura Prizren și ramura de sud. Ramura Prizren era condusă de Iljas Dibra și avea reprezentanți din zonele Kirçova (Kicevo), Kalkandelen (Tetovo), Pristina, Mitroviça (Kosovska Mitrovica), Viçitirin (Vucitrn), Üsküp (Skopje), Gilan (Gnjilane), Manastir (Bitola), Debar (Debar) și Gostivar. Cea sudică, condusă de Abdyl Frashëri⁠(en)[traduceți] consta din șaisprezece reprezentanți din zonele Kolonjë, Korçë, Arta, Berat, Parga, Gjirokastër, Përmet, Paramythia, Filiates⁠(en)[traduceți], Margariti, Vlorë, Tepelenë și Delvinë.
La început, autoritățile otomane au susținut Liga de la Prizren, dar Sublima Poartă a presat delegații să se declare în primul rând otomani și abia apoi albanezi. Unii delegați, în frunte cu șeicul Mustafa Ruhi Efendi⁠(en)[traduceți] din Kalkandelen, au susținut această poziție și au pus accent pe solidaritatea musulmană și pe apărarea pământurilor musulmane, inclusiv Bosnia și Herțegovina. Această poziție inițială a ligii, bazată pe solidaritatea religioasă a stăpânilor de pământ și a membrilor administrației otomane cu autoritățile religioase, a fost motivul pentru care s-a propus denumirea „Comitetul Adevăraților Musulmani” (în albaneză: Komiteti i Myslimanëve të Vërtetë). Alți reprezentanți, în frunte cu Frashëri, s-au concentrat pe ideea autonomiei Albaniei și pe crearea conștiinței identității albaneze care să nu țină cont de liniile religioase sau tribale.

### Rezistența armată
După ce nu au reușit să-și îndeplinească cererile pe cale diplomatică, albanezii s-au lansat pe calea conflictului militar cu vecinii balcanici.
Liga de la Prizren avea 30.000 de membri înarmați sub controlul său, care au lansat o revoluție împotriva Imperiului Otoman după eșecul de la Congresul de la Berlin și după ce otomanii au ordonat oficial dizolvarea Ligii, de teamă că ea va dori independența față de Imperiu. Prima operațiune militară a ligii a fost atacul împotriva lui Mehmed Ali Paşa⁠(en)[traduceți], generalul otoman care urma să supervizeze transferul teritoriului Plav-Gucia către Muntenegru. La 4 decembrie 1879, membrii Ligii au participat la bătălia de la Novšiće⁠(en)[traduceți] și au învins forțele Muntenegrene care încercau să preia controlul în Plav și Gusinje. După izbucnirea luptelor deschise, Liga a preluat de la turci controlul asupra orașelor kosovare Vučitrn, Peć, Kosovska Mitrovica, Prizren și Gjakova. Îndrumată de mișcarea pentru autonomie, Liga a respins autoritatea turcă și a cerut separarea totală de Imperiul Otoman. Acesta la rândul său încerca să suprime Liga și a trimis o armată în frunte cu comandantul turc Derviş Paşa, care, în aprilie 1881 capturase Prizrenul și zdrobise rezistența de la Ulcinj. Liderii Ligii și familiile lor au fost uciși sau arestați și deportați.
În august 1878, Congresul de la Berlin a cerut o comisie care să traseze frontiera între Imperiul Otoman și Muntenegru. Congresul a cerut Greciei și Imperiului Otoman să negocieze o soluție la disputa lor de frontieră. Rezistența albanezilor față de tratat a obligat Marile Puteri să returneze Imperiului otoman Gusinje și Plav acordând Muntenegrului în schimb orașul de coastă Ulcinj, majoritar albanez. Albanezii au refuzat să capituleze. În cele din urmă, Marile Puteri au impus o blocadă maritimă asupra Ulcinj-ului și au forțat autoritățile otomane să-i țină pe albanezi sub control. Eforturile diplomatice și militare au reușit să păstreze controlul albanez în Epir, deși și acolo unele teritorii au fost cedate Greciei în 1881. În acel an, Marile Puteri au decis transferul Tesaliei și districtului Arta la Grecia.

### Sfârșitul Ligii
Confruntat cu presiunea internațională crescândă de a-i „pacifica” pe albanezii refractari, sultanul a trimis o armată mare sub comanda lui Derviş Turgut Paşa pentru a suprima Liga de la Prizren și a transfera orașul Ulcinj Muntenegrului. Albanezii care erau loiali Imperiului au susținut intervenția militară a Sublimei Porți. În aprilie 1881, cei 10.000 de oameni ai lui Derviş Paşa au capturat Prizrenul și apoi au zdrobit și rezistența din Ulcinj. Liderii Ligii de la Prizren și familiile lor au fost arestați și deportați. Frashëri, care fusese la început condamnat la moarte, a fost închis până în 1885 și apoi exilat până la moartea sa șapte ani mai târziu.

## Memoria

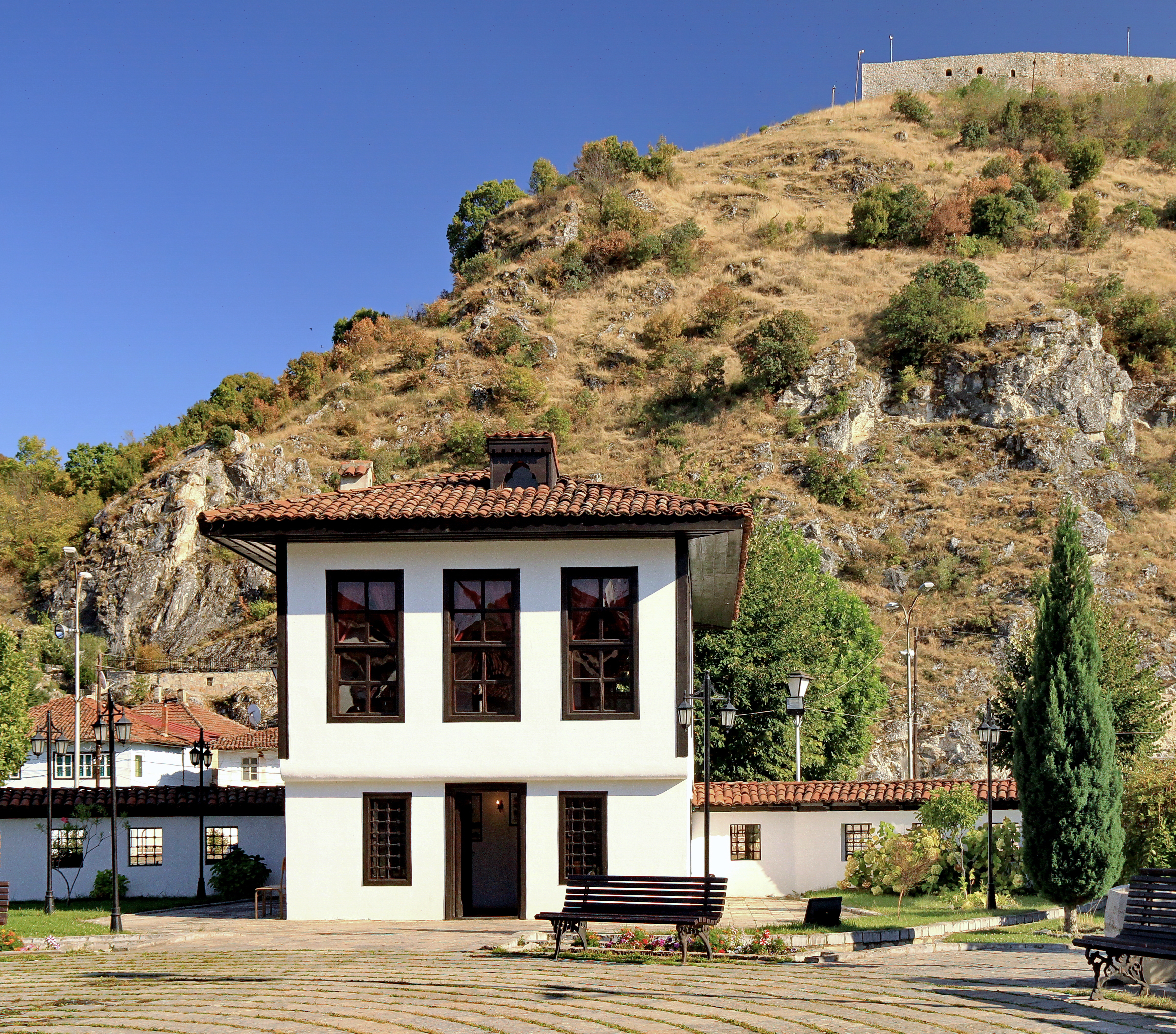
Clădirea Ligii din Prizren văzută din interiorul curții

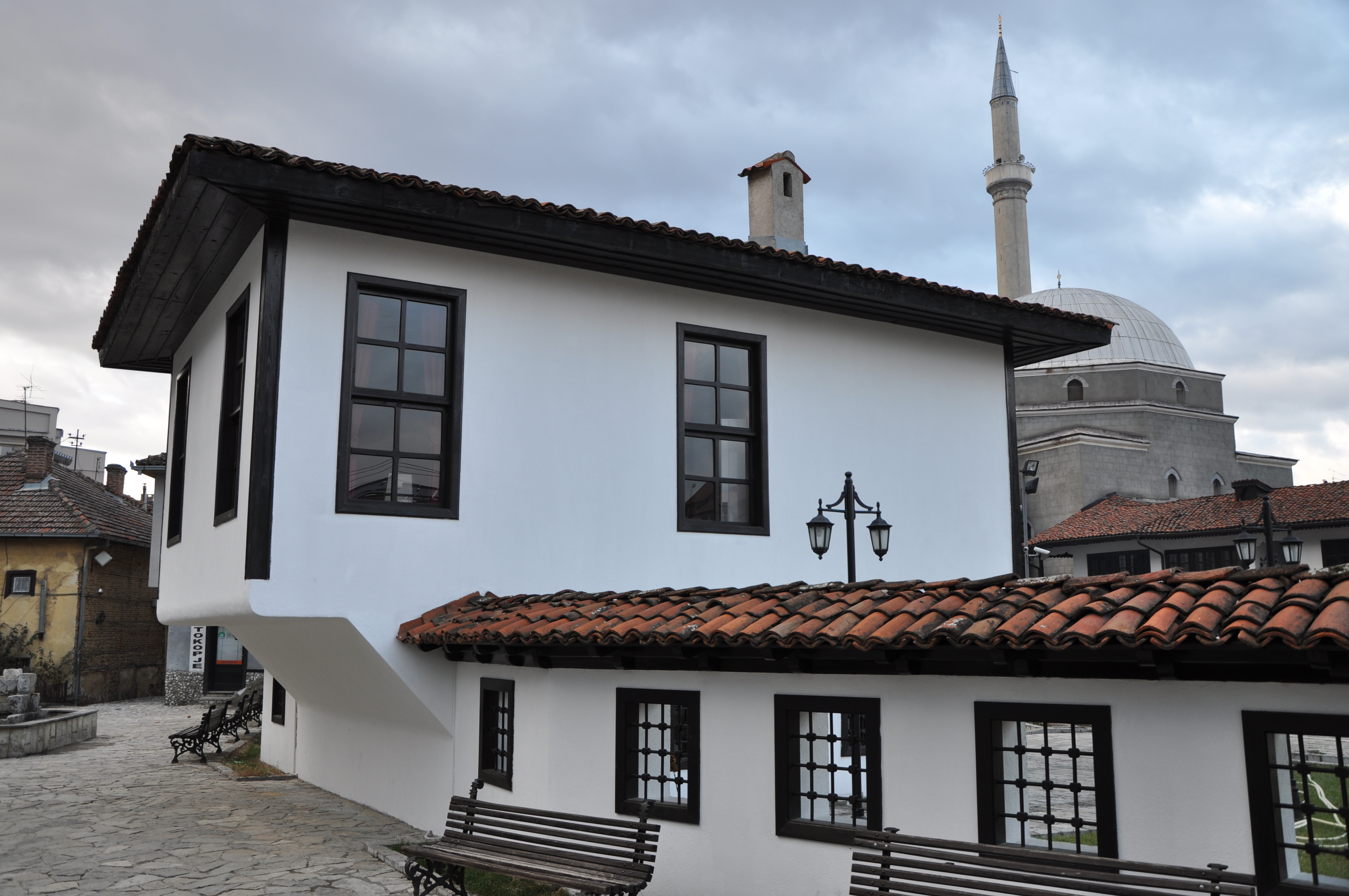
Clădirea văzută din stradă

Bariere puternice au blocat eforturile liderilor albanezi de a le insufla compatrioților lor o identitate albaneză, diferită de loialitatea față de regimul otoman. Împărțiți în patru vilayete otomane, albanezii nu aveau un nucleu geografic sau politic. Diferențele religioase între etnicii albanezi i-au obligat pe liderii naționaliști să dea mișcării naționale un caracter pur laic, ceea ce i-a înstrăinat pe liderii religioși. Cel mai important factor care îi unea pe albanezi, limba vorbită, nu avea o formă literară standard și nici măcar un alfabet. Fiecare din cele trei variante disponibile, cel latin, cel chirilic și cel arăbesc, implicau diferite conotații politice și religioase față de care exista un segment al populației care se opunea. În 1878, nu existau școli cu predare în albaneză în cele mai dezvoltate zone revendicate de Ligă, și anume Gjirokastër, Berat și Vlorë—unde în școli se preda fie în turcă, fie în greacă.
Liga de la Prizren s-a numărat printre cele mai evidente reacții albaneze față de retragerea patronajului imperial otoman asupra albanezilor, după aproape patru secole de dominație asupra Balcanilor. Urmările Războiului Ruso-Turc din 1877 au produs tratatul de la San Stefano, care recunoștea idependența și revendicările teritoriale ale Bulgariei, Muntenegrului și Serbiei. După război, liderii albanezi din Peć, Gjakova, Gusinje, Luma, și din Debar și Tetovo s-au întâlnit în Macedonia Vardarului pentru a discuta dezvoltarea a ceea ce doar mai târziu avea să fie considerată o platformă națională. Grupul de protonaționaliști au primit tot felul de ajutoare materiale și financiare din Imperiul Otoman, care se confrunta cu realitatea obligativității de a se retrage din nou din teritoriile ocupate din Balcani.

## Urmări
Imperiul Otoman a continuat să se prăbușească și după Congresul de la Berlin. Problemele financiare l-au împiedicat pe sultanul Abdül Hamid al II-lea să reformeze armata, și el a recurs la represiune pentru a menține ordinea. Autoritățile s-au străduit fără succes să controleze situația politică din teritoriile albaneze ale Imperiului, arestând suspecții de activități naționaliste. Când sultanul a refuzat cererile albanezilor de unificare a celor patru vilayete locuite de albanezi, liderii acestora au reorganizat Liga de la Prizren și au incitat la răscoale care au adus regiunea, mai ales Kosovo, aproape de anarhie. Autoritățile imperiale au reprimat din nou Liga de la Prizren în 1897, l-au executat pe președintele ei în 1902, și au interzis corespondența și cărțile în limba albaneză. În Macedonia, unde gherile susținute de bulgari, greci și sârbi luptau cu autoritățile otomane dar și între ele, albanezii musulmani au suferit atacuri, iar grupările albaneze de gherilă au răspuns cu aceeași monedă. În 1906, întâlnirea albanezilor ținută la Bitola a stabilit în secret Comitetul pentru Eliberarea Albaniei. Un an mai târziu, gherilele albaneze l-au asasinat pe mitropolitul ortodox grec din Korçë.
Pe durata în care a fost activă, Liga a reușit să aducă interesele naționale ale albanezilor în fața Marilor Puteri și a deschis calea către Liga de la Peja, care avea susținere străină mai bună atât din Italia cât și din Imperiul Austro-Ungar.
În ciuda faptului că a eșuat în cele din urmă, Liga de la Prizren a realizat multe. Atât Muntenegru cât și Grecia au primit mai puțin teritoriu revendicat de albanezi decât ar fi primit în lipsa unui protest organizat, iar acesta a constituit primul pas către o organizație națională.